# Fósforo
El fósforo es un elemento químico de número atómico 15 y símbolo P. El nombre proviene del griego φώς [fos] ‘luz’ y φόρος [foros] ‘portador’. Es un no metal multivalente perteneciente al grupo del nitrógeno (Grupo 15 (VA): nitrogenoideos) que se encuentra en la naturaleza combinado en fosfatos inorgánicos y en organismos vivos pero nunca en estado fundamental. Es muy reactivo y se oxida espontáneamente en contacto con el oxígeno atmosférico emitiendo luz.
Es un ciclo sedimentario, su reservorio es la corteza terrestre. El elemento se acopla en rocas fosfatadas y a medida que estas son erosionadas se van liberando compuestos fosfatados hacia el suelo y el agua. Luego son absorbidos por las plantas, a través de las raíces, incorporándose a los componentes vivos del sistema, a medida que pasan por los distintos niveles tróficos. Una vez que los organismos (plantas o animales) mueren, se descomponen y se libera el fósforo contenido en la materia orgánica.

## Características principales

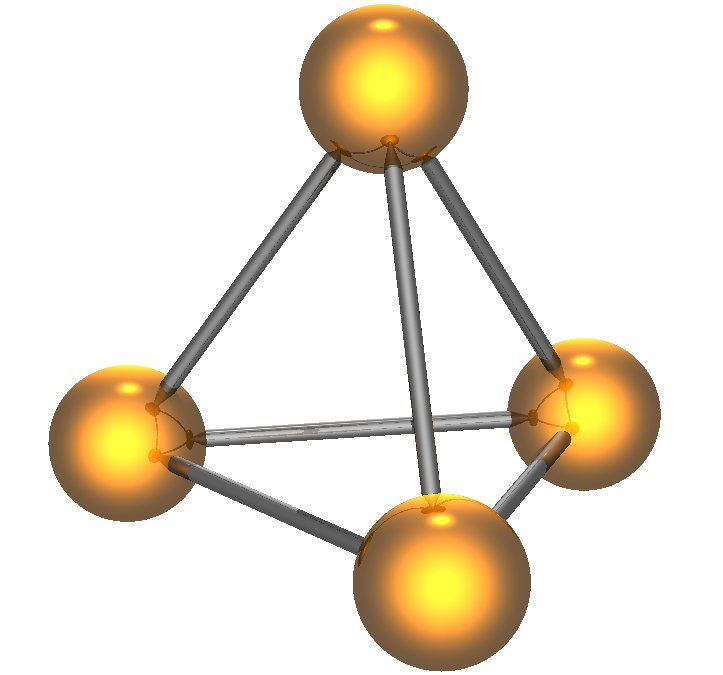
Dibujo de la molécula del Fósforo, realizado a base en literatura en cuanto a dónde colocar los átomos.

- El fósforo es un componente esencial de los organismos del medio ambiente
- Es el segundo mineral más abundante en el cuerpo humano.[1]
- Forma parte de los ácidos nucleicos (ADN y ARN).
- Forma parte de los huesos y dientes de los animales.
- El fósforo es hasta un 1 % en masa de animales y un 0,2 % en masa de plantas
- El fósforo común es un sólido.
- De color blanco, pero puro es incoloro.
- Un característico olor desagradable.
- Es un no metal.
- Emite luz por fosforescencia.

Existen varias formas alotrópicas del fósforo, siendo las más comunes el fósforo blanco y el rojo; ambos forman estructuras tetraédricas de cuatro átomos. El fósforo blanco, extremadamente tóxico e inflamable presenta dos formas, alfa y beta, con una temperatura de transición de −3,8 °C; expuesto a la luz solar o al calor (300 °C) se transforma en fósforo rojo en reacción exotérmica. Este es más estable y menos volátil y tóxico que el blanco y es el que se encuentra normalmente en los laboratorios y con el que se fabrican las cerillas. El fósforo negro presenta una estructura similar al grafito y conduce la electricidad, es más denso que los otros dos estados y no se inflama.

### Alótropos

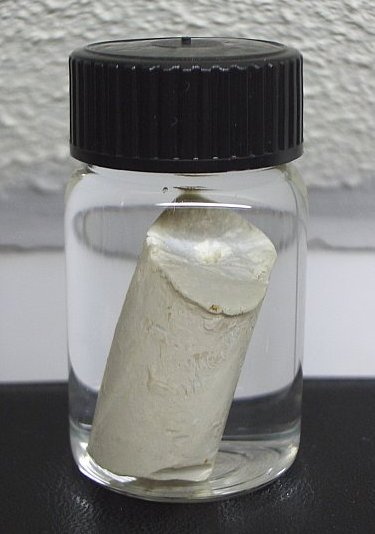
Muestra de fósforo blanco.

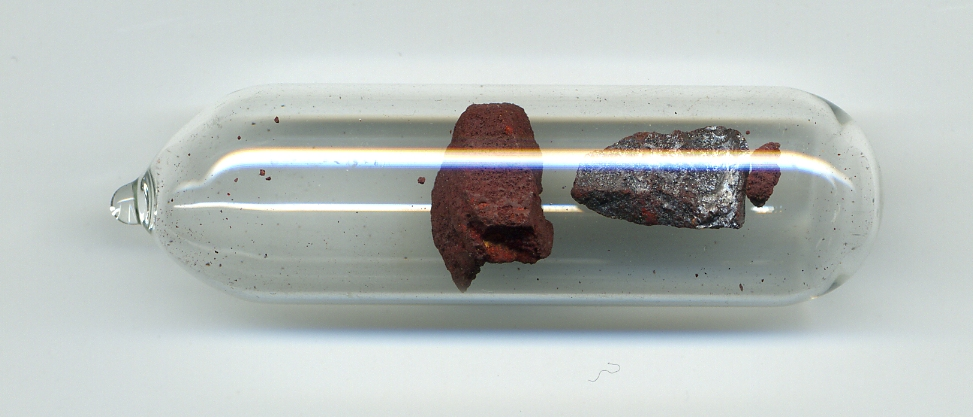
Muestras de fósforo rojo (izquierda) y violeta (derecha).

El fósforo tiene varios alótropos que presentan propiedades sorprendentemente diversas. Los dos alótropos más comunes son el fósforo blanco y el fósforo rojo.
Desde la perspectiva de las aplicaciones y la literatura química, la forma más importante de fósforo elemental es el fósforo blanco, a menudo abreviado como WP. Es un sólido ceroso blando que consta de P
4 moléculas tetraédricas, en las que cada átomo está unido a los otros tres átomos por un enlace sencillo. Esta molécula P
4 el tetraedro también está presente en fósforo líquido y gaseoso hasta la temperatura de 800 °C (1470 °F) cuando comienza a descomponerse en P
2. El fósforo blanco existe en dos formas cristalinas: α (alfa) y β (beta). A temperatura ambiente, la forma α es estable. Es más común, tiene una estructura cristalina cúbica y, a 195,2 K (-78,0 °C), se transforma en forma β, que tiene una estructura cristalina hexagonal. Estas formas difieren en términos de las orientaciones relativas del componente tetraédrico P
4.
El fósforo blanco es el menos estable, el más reactivo, el más volátil, el menos denso y el más tóxico de los alótropos. El fósforo blanco se transforma gradualmente en fósforo rojo. Esta transformación se acelera con la luz y el calor, y las muestras de fósforo blanco casi siempre contienen algo de fósforo rojo y, en consecuencia, parecen amarillas. Por esta razón, el fósforo blanco envejecido o impuro (por ejemplo, el de grado de armas, no el de laboratorio) también se llama fósforo amarillo. Cuando se expone al oxígeno, el fósforo blanco brilla en la oscuridad con un tenue matiz verde y azul. Es altamente inflamable y pirofórico (autoinflamable) en contacto con el aire. Debido a su piroforicidad, el fósforo blanco se utiliza como aditivo en el napalm. El olor de la combustión de esta forma tiene un característico olor a ajo, y las muestras suelen estar recubiertas de "pentóxido de fósforo" blanco, que consiste en P
4O
10 tetraedros con oxígeno insertado entre los átomos de fósforo y en sus vértices. El fósforo blanco es insoluble en agua pero soluble en disulfuro de carbono.
El fósforo rojo tiene una estructura polimérica. Puede verse como un derivado de P
4 en el que se rompe un enlace PP y se forma un enlace adicional con el tetraedro vecino dando como resultado una estructura en forma de cadena. El fósforo rojo se puede formar calentando el fósforo blanco a 250 °C (482 °F) o exponiendo el fósforo blanco a la luz solar. El fósforo después de este tratamiento es amorfo. Tras calentarlo más, este material cristaliza. En este sentido, el fósforo rojo no es un alótropo, sino una fase intermedia entre el fósforo blanco y violeta, y la mayoría de sus propiedades tienen un rango de valores. Por ejemplo, el fósforo rojo brillante recién preparado es altamente reactivo y se enciende a aproximadamente 300 °C (572 °F), aunque es más estable que el fósforo blanco, que se enciende a unos 30 °C (86 °F). Después de un calentamiento o almacenamiento prolongado, el color se oscurece (consulte las imágenes del cuadro de información); el producto resultante es más estable y no se enciende espontáneamente en el aire.
El fósforo violeta es una forma de fósforo que se puede producir mediante el recocido de fósforo rojo durante un día por encima de 550 °C. En 1865, Hittorf descubrió que cuando el fósforo se recristalizaba a partir del plomo fundido, se obtenía una forma roja / violeta. Por lo tanto, esta forma a veces se conoce como "fósforo de Hittorf" (o fósforo violeta o α-metálico).
El fósforo negro es el alótropo menos reactivo y la forma termodinámicamente estable por debajo de 550 °C (1022 °F). También se conoce como fósforo β-metálico y tiene una estructura algo parecida a la del grafito. Se obtiene calentando fósforo blanco a altas presiones (alrededor de 12 000 atmósferas estándar o 1,2 GPa). También se puede producir en condiciones ambientales utilizando sales metálicas, por ejemplo, mercurio, como catalizadores. En apariencia, propiedades y estructura, se asemeja al grafito, es negro y escamoso, un conductor de electricidad y tiene láminas arrugadas de átomos enlazados.
Otra forma, el fósforo escarlata, se obtiene dejando que una solución de fósforo blanco en disulfuro de carbono se evapore a la luz del sol.

### Quimioluminiscencia

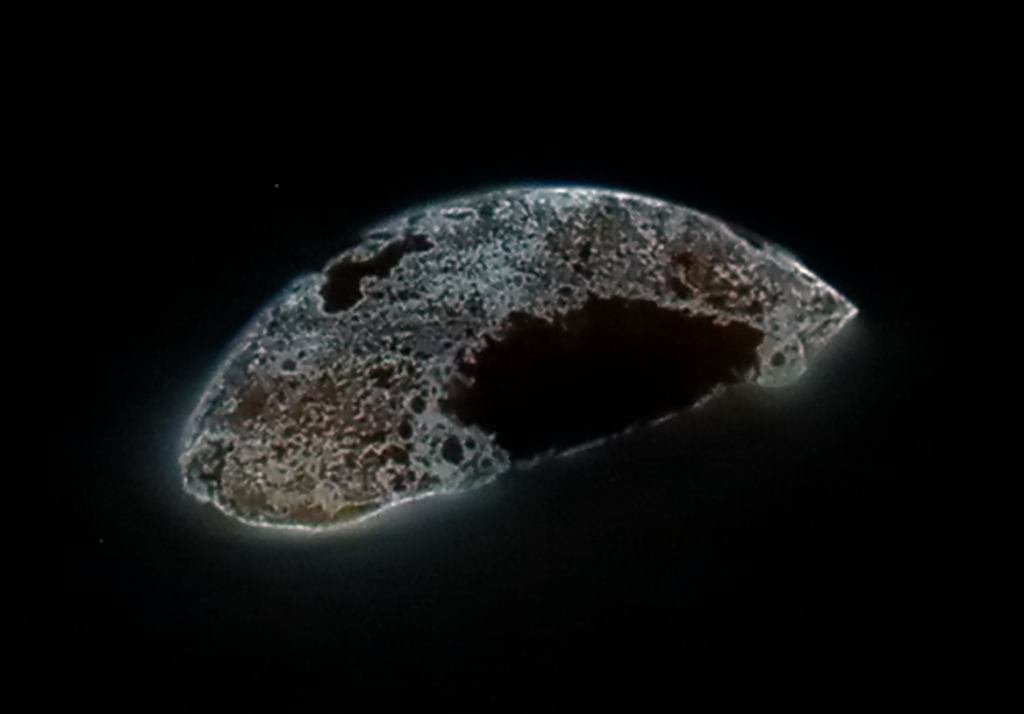
El fósforo blanco expuesto al aire brilla en la oscuridad.

Cuando se aisló por primera vez, se observó que el brillo verde que emanaba del fósforo blanco persistía durante un tiempo en un frasco tapado, pero luego cesaba. Robert Boyle en la década de 1680 lo atribuyó al "debilitamiento" del aire. En realidad, se trata del consumo de oxígeno. En el siglo XVIII, se sabía que en oxígeno puro, el fósforo no brilla en absoluto; sólo hay un rango de presión parcial en el que sí lo hace. Se puede aplicar calor para impulsar la reacción a presiones más altas.
En 1974, el resplandor fue explicado por R. J. van Zee y A. U. Khan. En la superficie del fósforo sólido (o líquido) se produce una reacción con el oxígeno, formando las moléculas de vida corta HPO y P
2O
2 que emiten luz visible. La reacción es lenta y sólo se requiere una cantidad muy pequeña de los productos intermedios para producir la luminiscencia, de ahí el tiempo prolongado que el brillo continúa en un frasco tapado.
Desde su descubrimiento, los términos fósforo y fosforescencia se utilizaron de forma general para describir sustancias que brillan en la oscuridad sin quemarse. Aunque el término fosforescencia deriva del fósforo, la reacción que da al fósforo su brillo se llama propiamente quimioluminiscencia (resplandor debido a una reacción química en frío), no fosforescencia (reemisión de la luz que previamente cayó sobre una sustancia y la excitó).

### Isótopos

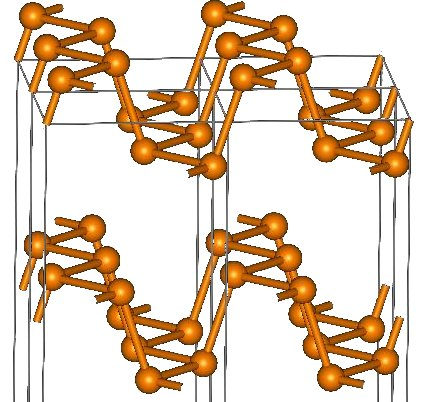
Estructura cristalina de fósforo negro.

Hay 23 isótopos conocidos, desde 25
P al 47
P. Solo 31
P es estable y, por lo tanto, está presente en una abundancia del 100 %. El espín nuclear medio entero y la alta abundancia de 31P hacen que la espectroscopia de RMN de fósforo-31 sea una herramienta analítica muy útil en estudios de muestras que contienen fósforo.
Dos isótopos radiactivos de fósforo tienen vidas medias adecuadas para experimentos científicos biológicos. Estos son:
- 32
P, a beta-emitter (1.71 MeV) con una vida media de 14,3 días, que se utiliza de forma habitual en los laboratorios de ciencias biológicas, principalmente para producir sondas de ADN y ARN radiomarcadas, por ejemplo, para su uso en transferencias Northern o Southern.
- 33
P, un emisor beta (0,25 MeV) con una vida media de 25,4 días. Se utiliza en laboratorios de ciencias de la vida en aplicaciones en las que las emisiones beta de menor energía son ventajosas, como la secuenciación de ADN.

Las partículas beta de alta energía de 32
P penetran en la piel y en la córnea y cualquier 32
P ingerido, inhalado o absorbido se incorpora fácilmente a los huesos y a los ácidos nucleicos. Por estas razones, la Administración de Seguridad y Salud Ocupacional de los Estados Unidos y otras instituciones similares de otros países desarrollados exigen que el personal que trabaje con 32
P lleve batas de laboratorio, guantes desechables y gafas de seguridad para proteger los ojos, y que evite trabajar directamente sobre contenedores abiertos. También es necesario el control de la contaminación personal, de la ropa y de las superficies. La protección radiológica requiere una consideración especial. La alta energía de las partículas beta da lugar a la emisión secundaria de rayos X a través de Bremsstrahlung (radiación de frenado) en materiales de blindaje densos como el plomo. Por lo tanto, la radiación debe protegerse con materiales de baja densidad como el acrílico u otro plástico, el agua o (cuando no se requiere transparencia), incluso la madera.

## Presencia

### Universo
En 2013, los astrónomos detectaron fósforo en Cassiopeia A, lo que confirmó que este elemento se produce en supernovas como subproducto de la nucleosíntesis de supernovas. La relación fósforo-hierro en el material del remanente de supernova podría ser hasta 100 veces mayor que en la Vía Láctea en general.
En 2020, los astrónomos analizaron los datos del ALMA y de ROSINA de la masiva formación estelar AFGL 5142, para detectar moléculas portadoras de fósforo, y cómo son transportadas en cometas hasta la Tierra primitiva.

### Corteza y fuentes orgánicas

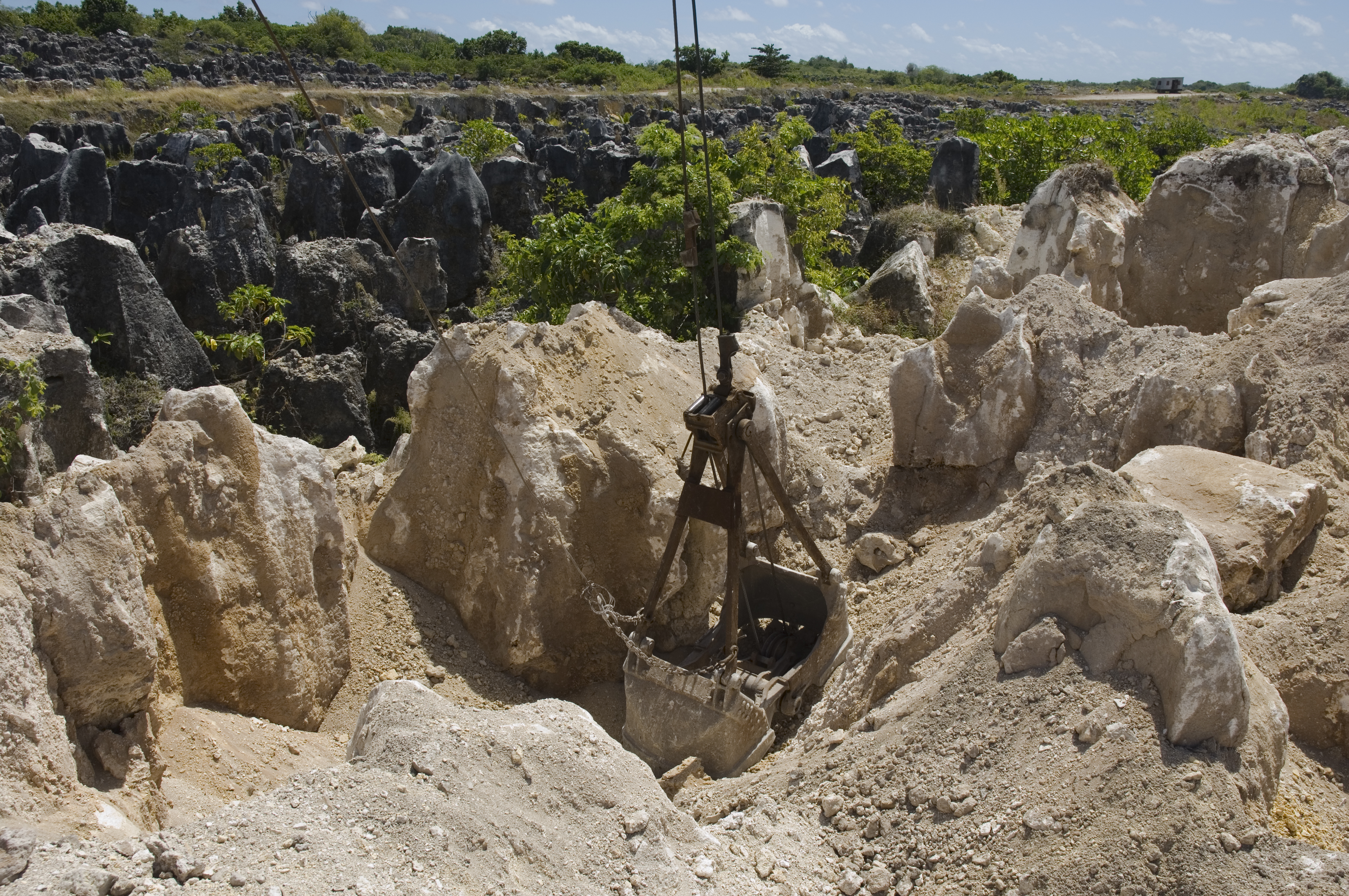
Minado de fósforo en Nauru.

El fósforo tiene una concentración en la corteza terrestre de aproximadamente un gramo por kilogramo (compárese con el cobre, que tiene unos 0,06 g). No se encuentra libre en la naturaleza, pero está ampliamente distribuido en muchos minerales, normalmente en forma de fosfatos. La roca fosfórica inorgánica, que está parcialmente formada por apatita (un grupo de minerales que son, generalmente, fluoruro (hidróxido) de triortofosfato de pentacalcio), es hoy la principal fuente comercial de este elemento. Según el Servicio Geológico de Estados Unidos (USGS), cerca del 50 % de las reservas mundiales de fósforo se encuentran en los países árabes. El 85 % de las reservas conocidas de la Tierra están en Marruecos con depósitos más pequeños en China, Rusia, Florida, Idaho, Tennessee, Utah, y otros lugares. Albright y Wilson en el Reino Unido y su planta del distrito de Niagara Falls, por ejemplo, utilizaban roca fosfórica en las décadas de 1890 y 1900 procedente de Tennessee, Florida y las Îles du Connétable (guano fuentes insulares de fosfato); en 1950, utilizaban roca fosfórica procedente principalmente de Tennessee y del norte de África.
Las fuentes orgánicas, a saber, la orina, la ceniza de hueso y (a finales del siglo XIX) el guano, fueron históricamente importantes, pero su éxito comercial fue limitado. Como la orina contiene fósforo, tiene cualidades fertilizantes que todavía se aprovechan hoy en día en algunos países, entre ellos Suecia, utilizando métodos de reutilización de excretas. Para ello, la orina puede utilizarse como fertilizante en su forma pura o mezclada con agua en forma de aguas residuales o lodos de depuradora.

## Función biológica
Los compuestos del fósforo intervienen en funciones vitales para los seres vivos, por lo que está considerado como un elemento químico esencial, aunque recientes experimentos apuntan que algunas formas de vida pudieran sustituirlo por arsénico. Forma parte de la molécula de Pi («fosfato inorgánico»), así como de las moléculas de ADN y ARN y de los fosfolípidos en las membranas lipídicas. Las células lo utilizan para almacenar y transportar la energía mediante el adenosín trifosfato. Además, la adición y eliminación de grupos fosfato a las proteínas, fosforilación y desfosforilación, respectivamente, es el mecanismo principal para regular la actividad de proteínas intracelulares, y de ese modo el metabolismo de las células eucariotas tales como los espermatozoides.

## Etimología
El nombre Fósforo en la antigua Grecia era el nombre del planeta Venus y deriva de las palabras griego (φῶς = luz, φέρω = llevar), que se traduce aproximadamente como portador de luz o portador de luz. (En la mitología griega y la tradición, Augerinus (Αυγερινός = estrella de la mañana, todavía en uso hoy), Hesperus o Hesperinus (΄Εσπερος o Εσπερινός o Αποσπερίτης = estrella de la tarde, todavía en uso hoy en día) y Eosphorus (Εωσφόρος = estrella del amanecer, no en uso para el planeta después del cristianismo) son homólogos cercanos, y también se asocian con Phosphorus-la-estrella-de-la-mañana.
El fósforo —del latín phosphŏrus, y este del griego φωσφόρος, portador de luz— antiguo nombre del planeta Venus, fue descubierto por el alquimista alemán Hennig Brand en 1669 en Hamburgo al destilar una mezcla de orina y arena (utilizó 50 cubos) mientras buscaba la piedra filosofal; al evaporar la urea obtuvo un material blanco que brillaba en la oscuridad y ardía con una llama brillante; desde entonces, las sustancias que brillan en la oscuridad sin emitir calor se las llama fosforescentes. Brand mantuvo su descubrimiento en secreto pero otro alquimista alemán, Kunckel, lo redescubrió en 1677 y enseñó a Boyle la forma de producirlo y aplicarlo.

## Abundancia y obtención
Debido a su reactividad, el fósforo no se encuentra nativo en la naturaleza, pero forma parte de numerosos minerales. La apatita Ca5(PO4)3) es una importante fuente de fósforo, existiendo importantes yacimientos en Marruecos, Rusia, Estados Unidos y otros países.
La forma alotrópica blanca se puede obtener por distintos procedimientos; en uno de ellos, el fosfato tricálcico, obtenido de las rocas, se calienta en un horno a 1450 °C en presencia de sílice y carbono reduciendo el fósforo que se libera en forma de vapor.

## Precauciones
Los compuestos orgánicos de fósforo forman una amplia clase de materiales; muchos son necesarios para la vida, pero algunos son extremadamente tóxicos. Los ésteres de fluorofosfato se encuentran entre las neurotoxinas más potentes que se conocen. Una amplia gama de compuestos organofosforados se utilizan por su toxicidad como pesticidas (herbicidas, insecticidas, fungicidas, etc.) y arma como agentes nerviosos contra el enemigo humano. La mayoría de los fosfatos inorgánicos son relativamente no tóxicos y nutrientes esenciales.
El alótropo del fósforo blanco presenta un peligro importante porque se inflama en el aire y produce residuos de ácido fosfórico. El envenenamiento crónico por fósforo blanco provoca una necrosis de la mandíbula llamada mandíbula fosfórica. El fósforo blanco es tóxico, causando graves daños en el hígado al ser ingerido y puede causar una condición conocida como "Síndrome de las Heces Humeantes".
En el pasado, la exposición externa al fósforo elemental se trataba lavando la zona afectada con una solución de sulfato de cobre al 2 % para formar compuestos inofensivos que luego se lavaban. Según el reciente Tratamiento de la Marina de los Estados Unidos de las bajas por agentes químicos y las lesiones químicas militares convencionales: FM8-285: Part 2 Conventional Military Chemical Injuries, "El sulfato cúprico (cobre (II)) ha sido utilizado por el personal de los Estados Unidos en el pasado y todavía es utilizado por algunas naciones. Sin embargo, el sulfato de cobre es tóxico y su uso se suspenderá. El sulfato de cobre puede producir toxicidad renal y cerebral, así como hemólisis intravascular".
El manual sugiere en su lugar "una solución de bicarbonato para neutralizar el ácido fosfórico, lo que permitirá entonces la eliminación del fósforo blanco visible. Las partículas a menudo pueden ser localizadas por su emisión de humo cuando el aire incide sobre ellas, o por su fosforescencia en la oscuridad. En entornos oscuros, los fragmentos se ven como manchas luminiscentes. Desbridar rápidamente la quemadura si el estado del paciente permite eliminar los trozos de WP (fósforo blanco) que podrían ser absorbidos posteriormente y producir una posible intoxicación sistémica.
El fósforo blanco es extremadamente venenoso —una dosis de 50 mg puede ser fatal— y muy inflamable por lo que se debe almacenar sumergido en aceite o agua para evitar su contacto con el oxígeno. El contacto con el mismo provoca combustión inmediata y violenta. Provoca quemaduras si entra en contacto con la piel. La exposición continua al fósforo provoca la necrosis de la mandíbula.
El fósforo rojo no se inflama espontáneamente en presencia de aire y no es tóxico, pero debe manejarse con precaución ya que puede producirse la transformación en fósforo blanco y la emisión de vapores tóxicos al calentarse.